# Dmytro Leonkin
Dmytro Maksymovyč Leonkin (in ucraino Дмитро Максимович Леонкін?, in russo Дмитрий Максимович Леонкин?, Dmitrij Maksimovič Leonkin; Mys Dobroy Nadezhdy, 16 dicembre 1928 – Leopoli, 1980) è stato un ginnasta sovietico.

## Palmarès

### Olimpiadi
- Oro a Helsinki 1952 nel concorso a squadre.
- Bronzo a Helsinki 1952 negli anelli.